# Blaškovići
 Blaškovići  (olaszul: Boscosello) falu Horvátországban, Isztria megyében. Közigazgatásilag Kršanhoz tartozik.

## Fekvése
Az Isztriai-félsziget északkeleti részén, Labintól 15 km-re északra, községközpontjától 1 km-re északnyugatra a Pazin – Labin úttól északra fekszik.

## Története
1880-ban 225, 1910-ben 263 lakosa volt. 2011-ben 147 lakosa volt.

## Lakosság
| Lakosság változása | Lakosság változása | Lakosság változása | Lakosság változása | Lakosság változása | Lakosság változása | Lakosság változása | Lakosság változása | Lakosság változása | Lakosság változása | Lakosság változása | Lakosság változása | Lakosság változása | Lakosság változása | Lakosság változása | Lakosság változása |
| ------------------ | ------------------ | ------------------ | ------------------ | ------------------ | ------------------ | ------------------ | ------------------ | ------------------ | ------------------ | ------------------ | ------------------ | ------------------ | ------------------ | ------------------ | ------------------ |
| 1857               | 1869               | 1880               | 1890               | 1900               | 1910               | 1921               | 1931               | 1948               | 1953               | 1961               | 1971               | 1981               | 1991               | 2001               | 2011               |
| 0                  | 0                  | 225                | 244                | 270                | 263                | 0                  | 0                  | 229                | 248                | 229                | 207                | 176                | 130                | 148                | 147                |